# Simfonija br. 1 (Beethoven)
Simfonija br. 1 u D-duru, opus 21 Ludwiga van Beethovena objavljena je 1801. godine i posvećena je barunu Gottfriedu van Swietenu koji je bio među skladateljevim prvim pokroviteljima. Ne zna se kada je točno Beethoven završio njezino skladanje, ali je otkriveno kako skice za finale simfonije potječu iz 1795. godine.

## Povijesna pozadina
Iako ova simfonija jasno pokazuje Beethovenov dug svojim prethodnicima, osobito njegovom učitelju Josephu Haydnu i Wolfgangu Amadeusu Mozartu, ona također posjeduje osobine koje je čine karakterističnim Beethovenovim djelom: česti sforzandi, kao i nagle promjene u tonalnom centru koje su u tradicionalnoj simfonijskoj formi bile neuobičajene, osobito u trećem stavku, kao i izražena i neovisna uporaba duhaćih instrumenata. Skice za finale pronađene su među vježbama koje je Beethoven napisao kada je u proljeće 1797. godine učio kontrapunkt pod Johannom Georgom Albrechtsbergerom.
Praizvedba je održana 2. travnja 1800. u bečkom kazalištu Burgtheater. Većina izvora se slaže u tome da je koncertni program uključivao također Beethovenov Septet u Es-duru, op. 20, te jednu Mozartovu simfoniju, no postoji neslaganje o tome je li ostatak programa uključivao ulomke iz Haydnovog oratorija Stvaranje svijeta ili Godišnja doba, te je li izvođen Beethovenov Koncert br. 1 ili br. 2. Ovim koncertom Beethoven je najavio svoj talent bečkoj publici.

## Instrumentacija
Simfonija je napisana za sljedeće instrumente
- Drveni puhači:
  - 2 flaute
  - 2 oboe
  - 2 C-klarineta
  - 2 fagota

- Limeni puhači:
  - 2 roga (C i F-rog)
  - 2 C-trube

- Udaraljke:
  - 2 timpana (C i G)
- Gudači:
  - Prve violine
  - Druge violine
  - Viole
  - Violončela
  - Kontrabasi

Budući da C i D-klarineti više nisu u širokoj uporabi, dionice za klarinet obično se sviraju B-klarinetom, no nema slaganja o tome treba li se umjesto B koristiti Es-klarinet čija je boja zvuka puno bliža C i D-klarinetu nego relativno topliji B-klarinet. Druga flauta ne izvodi drugi stavak.

## Forma
Simfonija se sastoji od četiri stavka:
1. Adagio molto – Allegro con brio –  C-dur {\displaystyle {\frac {2}{4}}}
2. Andante con moto – F-dur {\displaystyle {\frac {3}{8}}}
3. Menuetto: Allegro molto e vivace – C-dur {\displaystyle {\frac {3}{4}}}
4. Adagio – Allegro molto e vivace – C-dur {\displaystyle {\frac {2}{4}}}

Izvedba obično traje između 22 i 29 minuta.

## Opis i analiza
Početak dvanaestotaktnog uvoda u prvi stavak ponekad se smatra "glazbenom pošalicom". Engleski muzikolog Donald Tovey tako ovaj uradak smatra "komedijom manira". No Simfonija br. 1 može se smatrati rezultatom Beethovenovog odvažnog glazbenog eksperimentiranja i napredovanja koje predstavlja već pet godina nakon Haydnove posljednje simfonije i dvanaest godina nakon Mozartove posljednje Simfonije br. 41 nadimka "Jupiter": simfonija neuobičajeno počinje nizom uzastopnih, naglašenih harmonijskih sekvencija u slijedu dominanta-tonika, ali u "pogrešnom" tonalitetu i udaljavajući se od tonike, tako da slušatelj tek postupno shvaća stvarno tonalitetno središte simfonije. 
No u skladu s tradicijom prvi je stavak ogledni primjerak sonatne forme. U njemu Beethoven kao novi element uvodi naglašenije lirsku drugu temu koju izlaže ispreplitanjem gudačkih i drvenih puhačkih dionica. Provedba sonatnog oblika razrađena je i uglavnom zasnovana na prvoj temi stavka i razrađuje dug harmonijski slijed počevši u A-duru, dosežući B-dur i završavajući u F-duru. Provedba također razrađuje suprotstavljanje i kombiniranje glazbenih boja (gudači i drveni puhači). Repriza je gotovo usklađena s ekspozicijom; coda se kratko osvrće na glavne motive iz razrade, te stavak konačno završava ponavljanjem akorda koje izvodi cijeli orkestar.
Zbog Beethovenovih metronomskih oznaka i dodatne oznake za tempo con moto (s pokretom), ovaj Andante, skladan u F-duru, subdominanti C-dura, izvodi se znatno brže nego uobičajene izvedbe toga tempa. Za razliku od tradicije, Beethoven koristi cijelu orkestralnu instrumentaciju (samo s iznimkom druge flaute) i time u ovom stavku prikazuje ogroman zvučni spektar. Stavak je također skladan u sonatnom obliku.
Treći stavak je neobičan u tome što je, unatoč oznaci Menuetto oznaka za tempo Allegro molto e vivace, čime se stavak izvodi u tempu koji ga u osnovi čini scherzom. U duhu scherza stavak također ne donosi nove melodije ili motive, nego kao motivski materijal koristi glazbene ljestvice i kvintakorde iz prvoga stavka. Jedan značajan element nagla je promjena tonaliteta pri početku stavka. Iako mnoge uvodne teme simfonijske glazbe klasičnog perioda uglavnom ostaju unutar dijatonske harmonije, Beethoven čini kromatični pomak iz C-dura u Des-dur već nakon 36 taktova. Uzevši u obzir tempo, slušatelj ovaj dramatičan pomak čuje već petnaestak sekundi nakon početka stavka.
Finale počinje još jednim uvodom koji se sastoji samo od ljestvičnih fragmenata koje s neobičnim efektom polagano izvode prve violine, počevši tonom G i postupno dodajući više tonova. Nakon dosizanja tona F, ocrtavajući pritom dominantni septakord u C-duru, počinje finale stavka Allegro molto e vivace. Tema u C-duru, ritmom i karakterom nalik četvrtom stavku Haydnove Simfonije br. 88 u G-duru. Ovaj stavak također je strukturiran prema sonatnom obliku i u njemu Beethoven koristi ljestvice kao prevladavajući motivski element i njime odaje priznanje uobičajenom finalu koji je u prethodnim desetljećima utemeljio sam Haydn.
Glazbeni je oblik u skladu s prethodno utemeljenom skladateljskom tradicijom. Glazbeni sadržaj, instrumentacija i tempi neuobičajeni su, no ne i revolucionarni u kontekstu simfonijskih uradaka Beethovenova vremena. Beethoven se ovom simfonijom time predstavio kao iznimno odvažan simfonijski skladatelj, čega se držao do kraja života.

## Vanjske poveznice
- (en) Analiza Beethovenove Simfonije br. 1  Arhivirana inačica izvorne stranice od 5. veljače 2017. (Wayback Machine) na stranici All About Ludwig van Beethoven  Arhivirana inačica izvorne stranice od 1. prosinca 2016. (Wayback Machine)
- (fr) Analiza Simfonije br. 1 francuskog skladatelja hectora Berlioza na web stranici The Hector Berlioz Website
- (en) * Intervju s Christophom Eschenbachom o Simfoniji br. 1.
- Partitura